# Guerra franco-marroquí
La guerra franco-marroquí se libró entre Francia y Marruecos en 1844. La principal causa de la guerra fue la retirada del líder de la resistencia argelino Abd al-Qādir a Marruecos tras las victorias francesas sobre muchos de sus seguidores tribales durante la conquista francesa de Argelia .

## Preludio
Abd al-Qādir había comenzado a utilizar el noreste de Marruecos como refugio y base de reclutamiento ya en 1840, y los movimientos militares franceses en su contra aumentaron las tensiones fronterizas en ese momento. Francia hizo repetidas demandas diplomáticas al sultán Abd al-Rahman para que detuviera el apoyo marroquí a Abd al-Qādir, pero las divisiones políticas dentro del sultanato hicieron que esto fuera prácticamente imposible.
Las tensiones se intensificaron en 1843, cuando las fuerzas francesas persiguieron a una columna de partidarios de Abd al-Qādir hasta las profundidades de Marruecos. Estos hombres incluían miembros de tribus alauitas de Marruecos, y las autoridades francesas interpretaron sus acciones como una declaración de guerra de facto. Si bien no actuaron de inmediato, las autoridades militares francesas amenazaron con marchar hacia el sultanato si no se retiraba el apoyo a Abd al-Qādir.
A principios de 1844, las tropas francesas habían construido una fortificación en Lalla-Maghnia, donde se encontraba un santuario musulmán cerca de Oujda, y claramente fuera del territorio tradicionalmente reclamado por la Regencia de Argel. Un intento de desalojar pacíficamente a estas tropas a finales de mayo de 1844 fracasó cuando los combatientes tribales alauíes dispararon contra los franceses, obligándolos a regresar a Oujda. Los rumores en torno a este incidente (incluidos los informes de que el santuario había sido profanado y que las tropas francesas habían entrado en Oujda y ahorcado al gobernador) avivaron las llamas de la yihad en Marruecos. En medio de la creciente acumulación de tropas y escaramuzas en la zona fronteriza, el mariscal francés Thomas Robert Bugeaud insistió en que la frontera se estableciera a lo largo del río Muluwiya, una posición más al oeste que el río Tafna , que Marruecos consideraba la frontera.

## Campaña militar

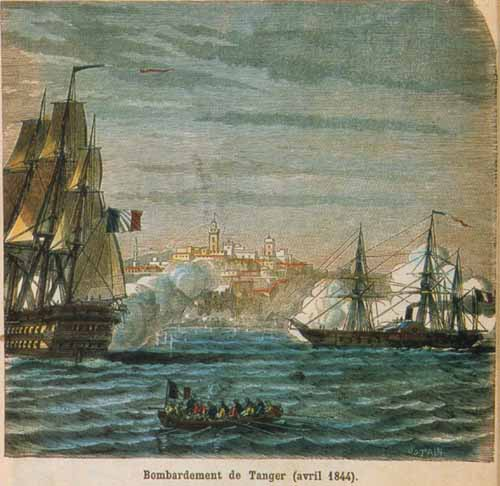
Bombardeo de Tánger, grabado de NE Sotain.

La guerra comenzó el 6 de agosto de 1844, cuando una flota francesa al mando del Príncipe de Joinville llevó a cabo un bombardeo naval en la ciudad de Tánger. El conflicto alcanzó su punto máximo el 14 de agosto de 1844 en la batalla de Isly, cerca de Oujda. Una gran fuerza marroquí dirigida por el hijo del sultán Sīdī Mohammed fue derrotada por una fuerza real francesa más pequeña bajo el mando del mariscal Bugeaud .

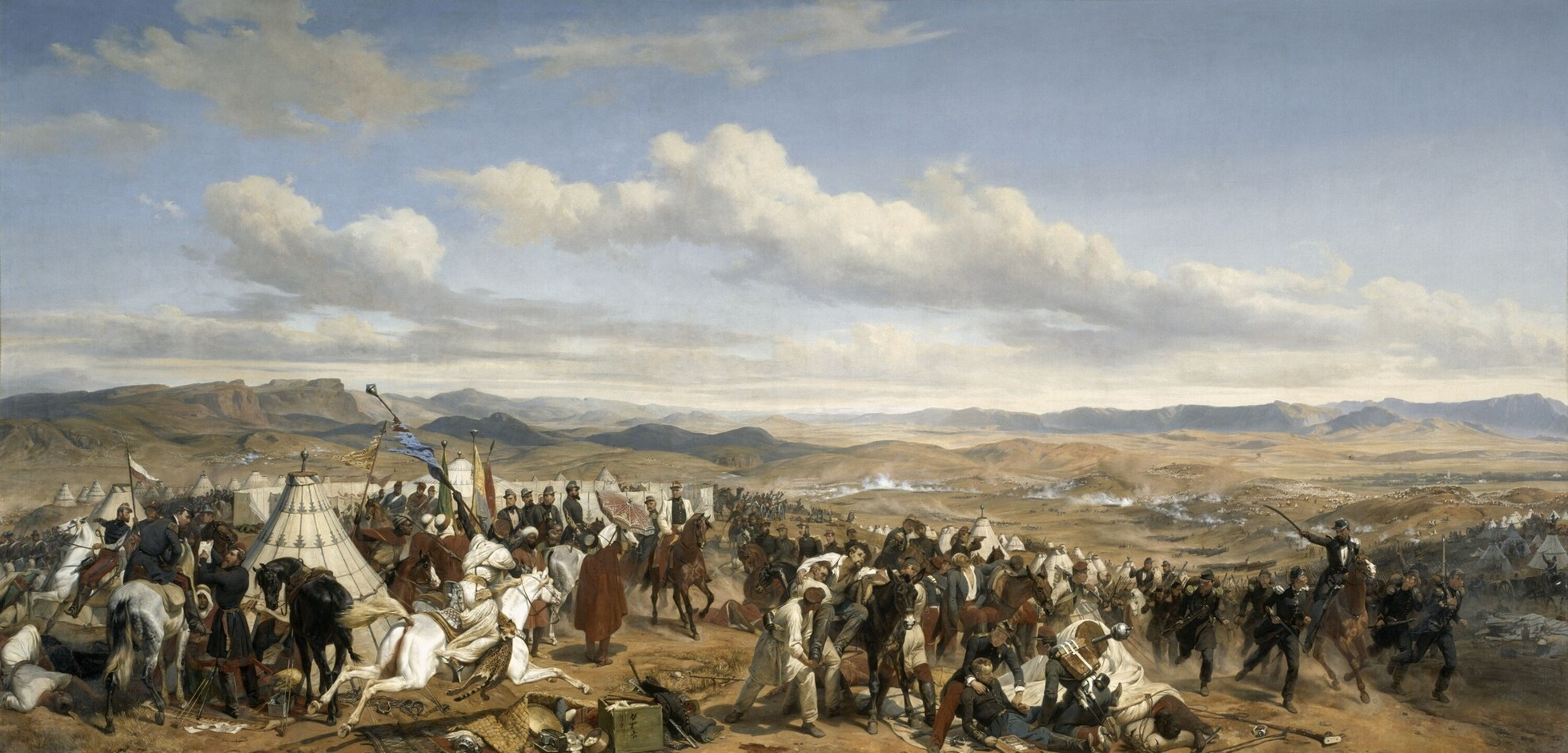
Batalla de Isly, óleo de Horace Vernet.

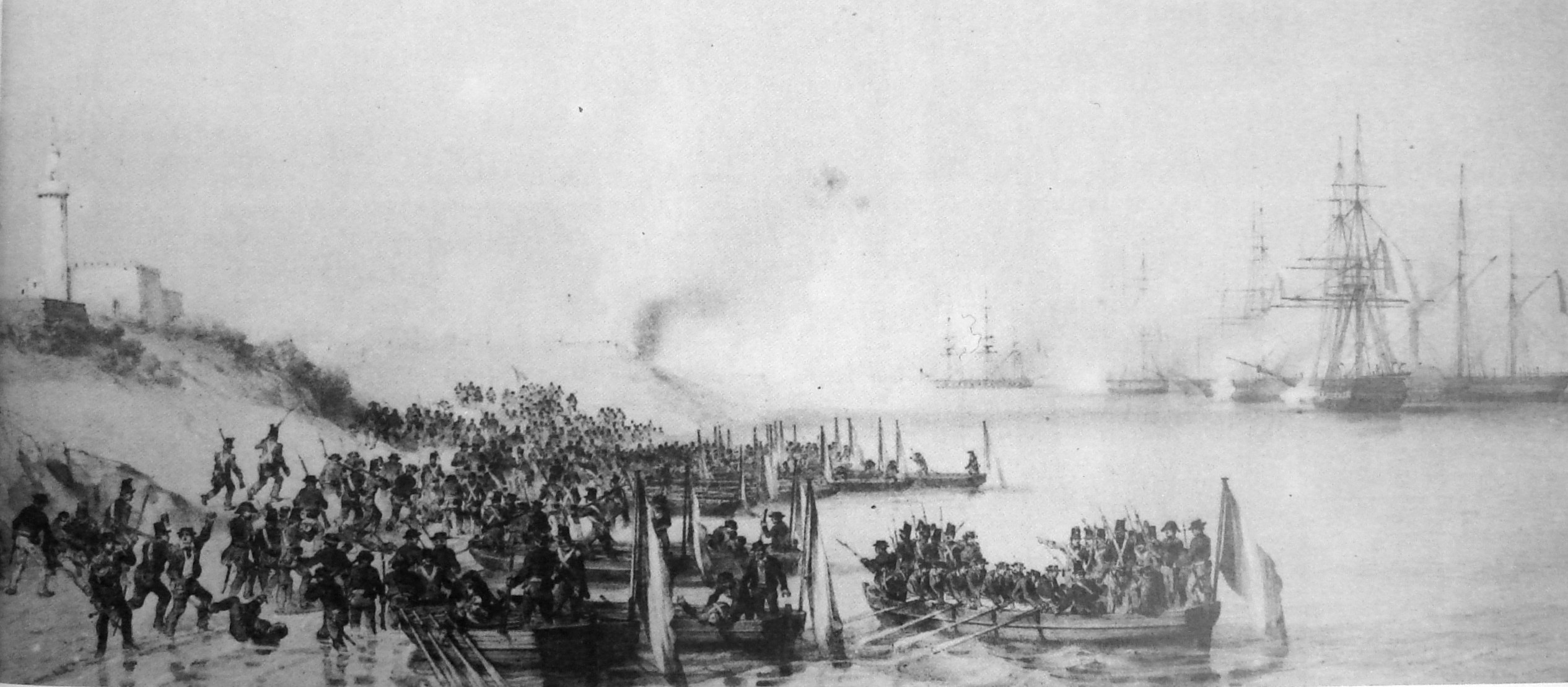
Bombardeo de Mogador : tropas francesas desembarcando en la isla de Mogador, en la bahía de Essaouira en 1844.

Essaouira, conocida antiguamente como Mogador, entonces el principal puerto comercial atlántico de Marruecos, fue atacado en el llamado Bombardeo de Mogador y ocupado brevemente por Joinville el 16 de agosto de 1844.

## Tratado de Tánger
La guerra terminó formalmente el 10 de septiembre de 1844 con la firma del Tratado de Tánger, en el que Marruecos acordó reconocer oficialmente a Argelia como parte del Imperio francés, reducir el tamaño de su guarnición en Oujda y establecer una comisión para demarcar el frontera. (La frontera, que es esencialmente la frontera moderna entre Marruecos y Argelia, se acordó en el Tratado de Lalla Maghnia).
El acuerdo del sultán Abd al-Rahman, que equivalía a una capitulación a las demandas francesas, sumió a Marruecos en el caos, con alauíes y otras áreas tribales amenazando con la secesión en apoyo de Abd al-Qādir, y en algunos círculos llama a Abd al-Rahman.  El sultán y sus hijos finalmente recuperaron el control sobre el sultanato y pudieron marginar los llamados de Abd al-Qādir a la yihad señalando que sin su apoyo, Abd al-Qādir no era un muyahid, o guerrero santo, sino simplemente un mufsid, o rebelde. En 1847, las fuerzas del sultán estaban en jihad contra Abd al-Qādir, quien se rindió a las fuerzas francesas en diciembre de 1847.